# Léghajó

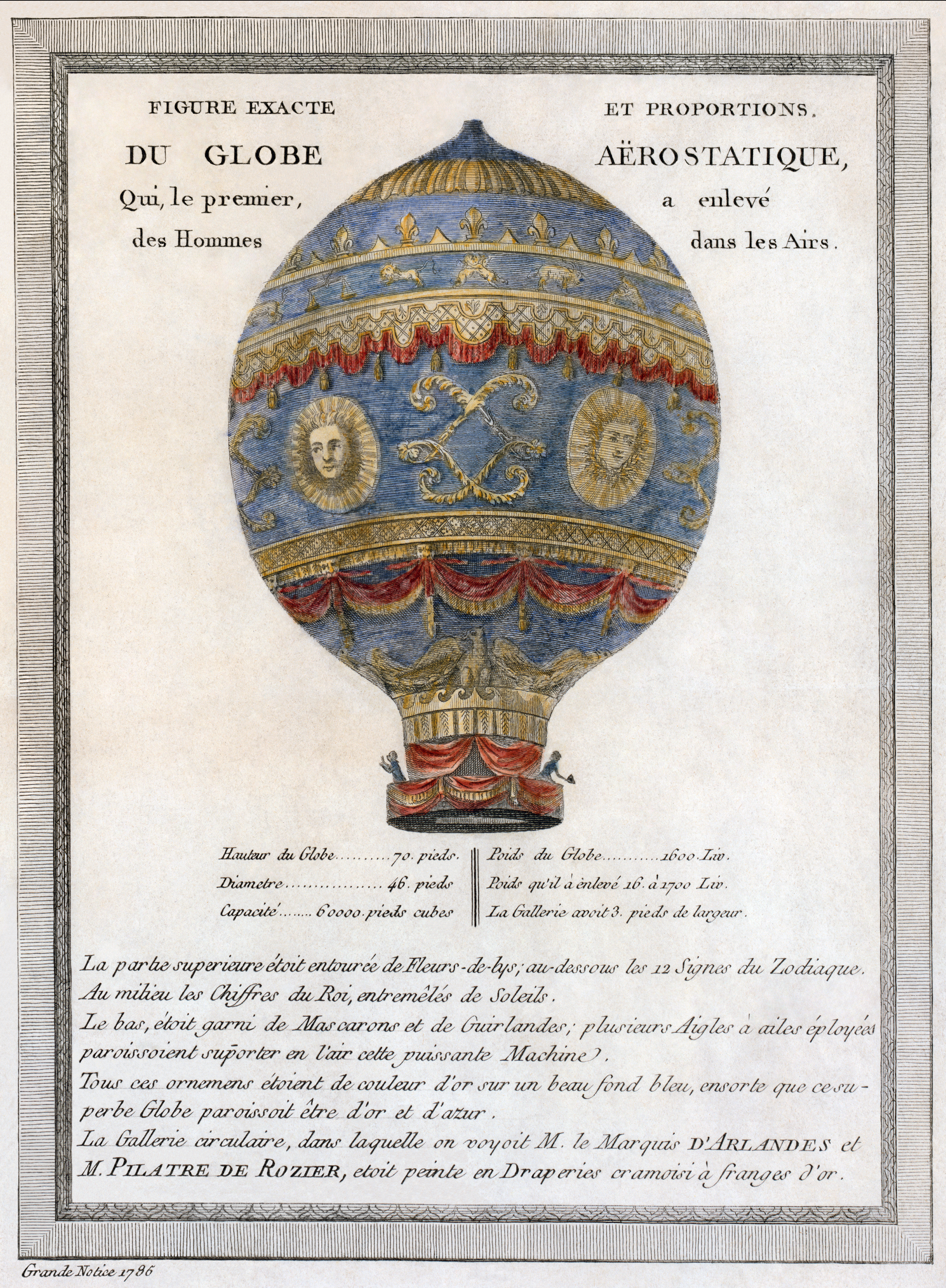
A Montgolfier testvérek hőlégballonja és műszaki adatai (1786-os ábrázolás)

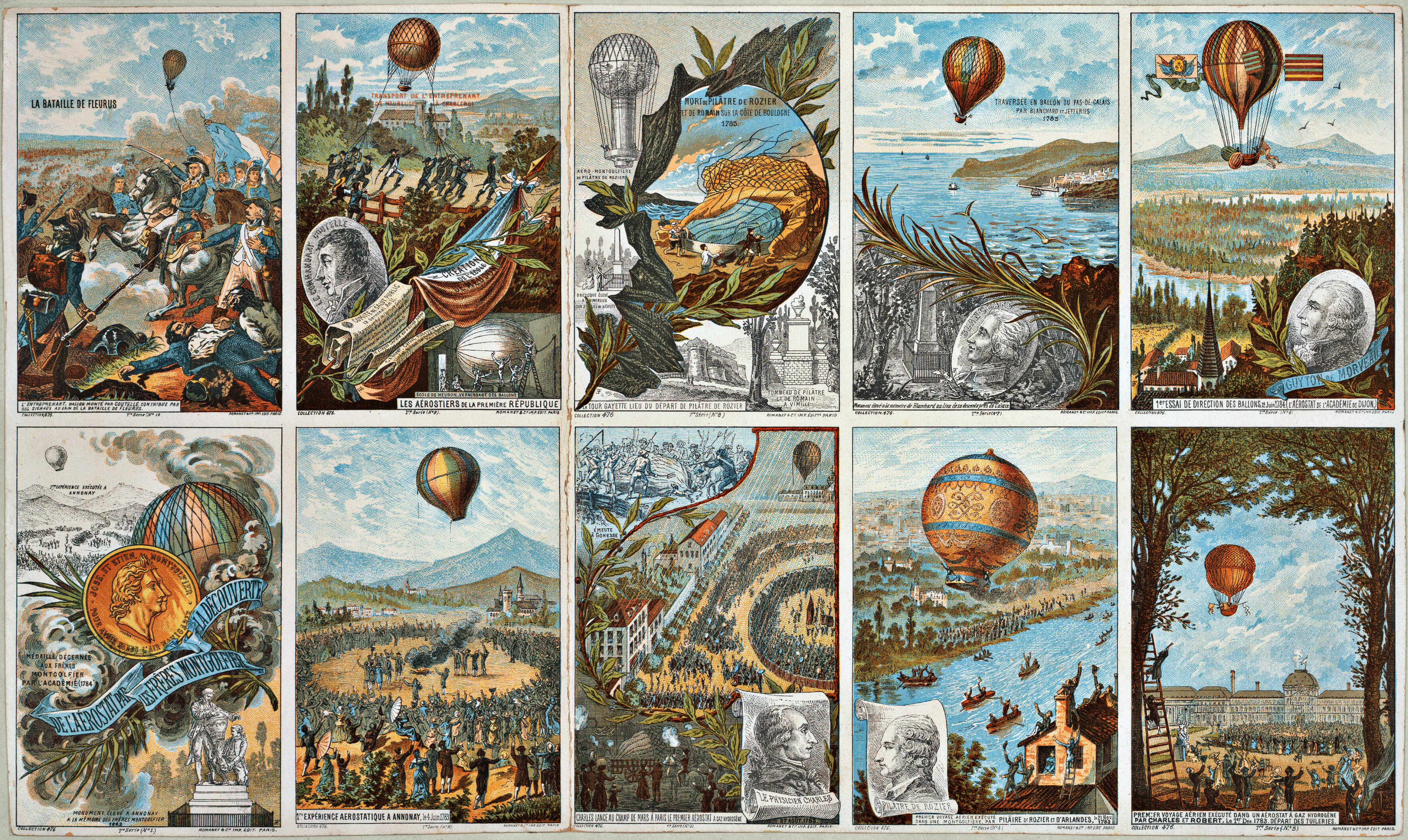
Kártyagyűjtemény a léghajózás hőskorából

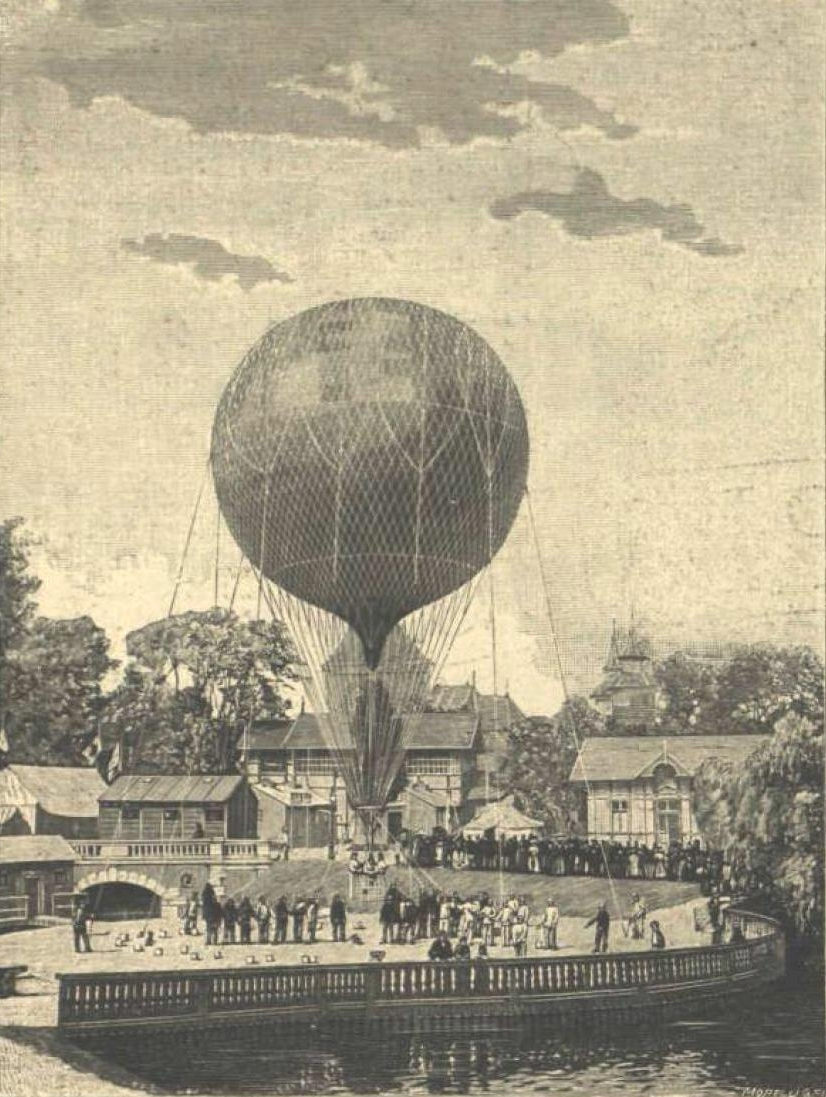
Katonai léghajóbemutató (1896)

A léghajó olyan légi jármű, amelynek sűrűsége kisebb (vagy egyenlő), mint a környező levegőé, ezért energiafelhasználás nélkül képes lebegni.
Nevezik kormányozható léghajónak is, megkülönböztetve a nem kormányozható léggömbtől. A kis sűrűséget valamilyen töltőgáz biztosítja. Ez kezdetben a hidrogén volt, de mivel a hidrogén robbanásveszélyes, áttértek a nála kétszer nagyobb sűrűségű hélium töltőgázra. A hélium kémiai semlegessége, és kis sűrűsége miatt jobban megfelel a léghajók számára.
Szerkezetileg háromféle típusa terjedt el:
- merev falú
- félmerev
- nem merev

Legkedvezőbb légellenállása a merev falú léghajónak van. A léghajó előrehaladását általában motor által hajtott légcsavar biztosítja. A magassági kormányzást részben a kormányberendezés, illetve elmozdítható súlyok biztosítják. A nagy szerkezeti méretek miatt gyors közlekedésre nem alkalmas. Hátránya, hogy a le- és felszálláshoz többnyire különleges kikötésre van szükség. Az időjárás viszontagságait is nehezen bírja. Előnye viszont, hogy a levegőben maradáshoz csak minimális energiát igényel, csendes, motorja kevésbé környezetszennyező, mint egy repülőgépé, és nagy vagy kényes rakomány szállítására is alkalmas.

## A léghajó története
A léghajó a léggömb fejlődésével jött létre. Szükség volt olyan légi járműre, amely nem csak a szelek kénye kedvére halad a levegőben. A jobb légellenállás miatt a szivar alakú ballonokat kezdték alkalmazni. Ettől kezdve már a léggömb helyett a léghajó elnevezést használták. Az irányítás mindaddig megoldatlan maradt, amíg fel nem találták a gőzgépet. George Cayley 1837-ben tervezte meg, majd 1852-ben megépítette a gőzgéppel hajtott kormányozható léghajót.
Az első alumínium szerkezetű léghajó tervezése Schwarz Dávid nevéhez fűződik. Halála után, 1898-ban szabadalmát Ferdinand von Zeppelin szerezte meg, és beindította az alumíniumból, merev belső vázzal készült utasszállító léghajók gyártását. Ezekkel lehetővé vált Európa és Amerika között az Atlanti-óceán feletti utasszállítás is. A léghajózás a második világháború előtt élte virágkorát. Hanyatlását a hatalmas, hidrogéntöltésű Hindenburg léghajó 1937. május 6-án bekövetkezett katasztrófája indította el. A léghajók ezután gyorsan eltűntek a levegőből, és helyüket a repülőgépek vették át.

### Léghajózás Magyarországon
Az első hidrogénnel töltött léggömböt Szablik István piarista tanár bocsátotta fel 1784-ben tudományos-kísérleti céllal az egykori pesti vásártéren (ma kb. az Erzsébet híd pesti hídfőjének a helyén). 1811-ben egy Menner nevű orvos szállt fel léggömbjével a Városligetben, és a Gyöngyös melletti Gencspusztán szállt le. Ő volt az első, aki Magyarországon ejtőernyőt használt: léggömbjéről állatokat eresztett le ejtőernyővel, ezek sértetlenül értek földet. Léhmann 1846-ban kétszer szállt fel a Városligetben. Az első nő, aki léghajóra szállt, Pálmay Ilka színésznő volt, Silberer léghajóján szállt fel a mai Lövölde térről 1883-ban.
Az első magyar úszó, első sportlap alapító és első Balaton-átúszó Szekrényessy Kálmán (1846–1923) ugyancsak úttörőnek számít a hazai léghajózás történetében. Than Károly tanítványaként éveken át folytatott kísérletei eredményeként mutatta be a nagyközönségnek saját készítésű léghajóit. Először 1887. március 17-én, majd számos vidéki helyszínt követően (Balatonfüred, Szabadka stb.) 1895-ben a Nemzetközi Demográfiai Kongresszus alkalmából ismét a fővárosban. Kísérleteiről a hazai sajtóban több tucatnyi szakcikkben és tanulmányban számolt be. A maguk nemében egyedülállóknak számítottak légibemutatókkal egybekötött előadássorozatai, melyekkel egész Európát bejárta, ily módon is népszerűsítve a léghajózást. Nemzetközi missziójának és ösztönzésének köszönhetően – Zeppelin barátjaként – nem kis szerepet játszott az ún. irányítható léghajó kidolgozásában.
A millenniumi ünnepségek kiállításán, 1896-ban Godard-féle léggömbbel sok ezren szállhattak fel, némi díjazás ellenében.
A Magyar Aero Club Turul nevű léggömbjével 1902-ben kezdődött meg a rendszeres magyar tudományos és sportléghajózás. A Turul 1903-ig hetente egyszer, négy utassal szállt fel az Általános Osztrák-Magyar Légszesztársulat lipótvárosi telepéről. A felszállásokról Herczeg Ferenc színész adott leírásokat. 1903. április 2-án a Turul erős szél miatt a Rákos-mezőre zuhant, egyik utasa, ifj. Ordódy Pál földbirtokos (Ordódy Pál volt miniszter fia) életét vesztette. A léghajót gyorsan kijavították, és május 1-jén már felszállt következő menetrend szerinti útjára.
1910-ben a bécsi Parseval típusú léghajónak volt bemutatója Rákos-mezőn. 1928-ban a Hungária nevű léggömbbel újjáéledt az akkor már lanyhuló léggömbsport.
1931-ben már nagy esemény volt a Graf Zeppelin léghajó budapesti látogatása. 1967-ben, a Budapesten rendezett nemzetközi légipostabélyeg-kiállítás alkalmával Jan Boesman, az aerofilatelista világszervezet elnöke levelekkel terhelt léggömbjével szállt fel a Városligetben, majd 1971. szeptember 5-én, az önálló magyar postabélyeg-kibocsátás 100. évfordulója alkalmából Johannes Schreer és Kurt Rünzi szálltak fel szintén a Városligetben, és alkalmi postabélyeggyűjtők leveleit vitték Csömörig.

## A léghajó jelene és jövője

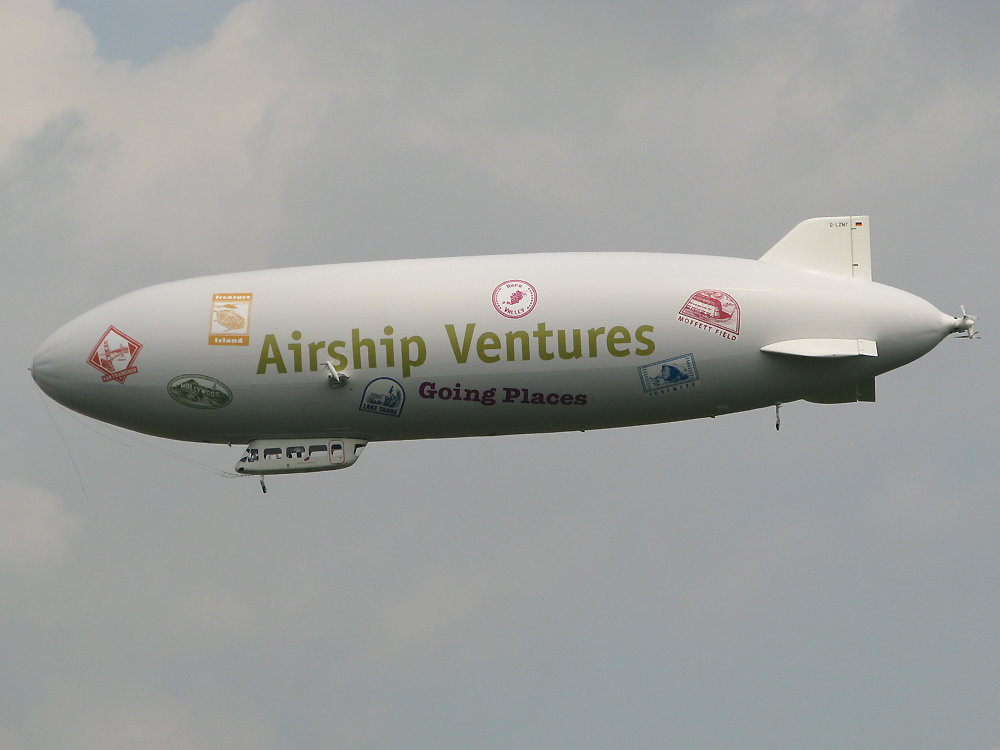
Zeppelin kivitelű, modern léghajó

Napjainkban a mérnökök újból foglalkozni kezdtek a léghajókkal. Főleg turisztikai és reklámcéllal, de kutatóknak, vagy mentési célokra is építenek léghajókat, amelyekbe integrálják a legújabb technikai vívmányokat (korszerű anyagok, modern navigáció, számítógépes vezérlés stb.).
Másrészt, a hadügyi irányítás újból érdeklődik e légi szállítási eszköz iránt. Olyan nagy múltú repülőgépgyárak, mint például a Lockheed–Martin úgynevezett hibrid léghajó tervein dolgoznak, amellyel nagy tömegű szállítmányokat lehetne lassan, de olcsón nagy távolságokra eljuttatni. E projekthez a pénzt a katonai költségvetés biztosítja. Az amerikai hadügyminisztérium Fejlesztési Ügynöksége, a DARPA 2005-ben 2,9 millió dollárt adott az említett cégnek, és 3,2 millió dollárt az Aeros Aeronautical Systems Corp.-nak egy nagymagasságú hibrid léghajó, a Walrus („rozmár”) kódnéven futó munka első fejlesztési fázisára. A hibrid léghajó nehezebb a levegőnél, ezért függőleges meghajtást és gázelőállítást is használ a repüléshez.
A hadsereg kívánalmai: 500 tonna felszerelés vagy legénység szállítása 22 000 km távolságra 7 nap alatt (ez a Föld túlsó oldala, gyakorlatilag a legnagyobb távolság két földi pont között), valamint fontos feltétel az előkészítetlen terepen való fel- és leszállás képessége. Összehasonlításul: az amerikai hadsereg legelterjedtebb légi teherszállítója, a C–130 Hercules mindössze 22 tonnát képes továbbítani, a világon eddig megépült legnagyobb teherszállító repülőgépe, az orosz–ukrán háborúban 2022-ben elpusztult ukrán Antonov An-225 pedig 275 tonnát szállíthatott. A program pénzügyi támogatását azonban 2006-ban törölték